# Wilhelm Hecht
Pour les articles homonymes, voir Hecht.
Karl Wilhelm Hecht, né le 28 mars 1843 à Ansbach et mort le 3 mars 1920 à Linz, est un graveur sur bois et aquafortiste.

## Biographie
Wilhelm Hecht naît le 28 mars 1843 à Ansbach.
Deuxième fils de Friedrich Hecht, après avoir terminé l'école primaire, Wilhelm Hecht fréquente l'école des arts et métiers d'Ansbach.
Il apprend l'art de la gravure sur bois de 1857 à 1859 chez le sculpteur Döring à Nuremberg. Il est formé de 1860 à 1863 à l'institut artistique de J. J. Weber à Leipzig, vit à Berlin, de 1865 à 1868 à Stuttgart, où il est élève de Closs et de Ruff. Il établit son propre atelier en 1868 à Munich au 6 Jägerstraße. En 1884 ou en 1885, il s'installe à Vienne, où il dirige un atelier de gravure et de xylographie. En 1885, il est nommé à Vienne pour diriger le nouveau département xylographique de la K. k. Hofhof. Hof- und Staatsdruckerei. Parallèlement, il obtient une chaire de gravure sur bois à l'école des arts et métiers de Vienne.[réf. souhaitée] À la retraite, Wilhelm Hecht vit à Graz, Munich et, après 1912, à Linz.
Wilhelm Hecht meurt en 3 mars 1920 à Linz.

## Œuvre

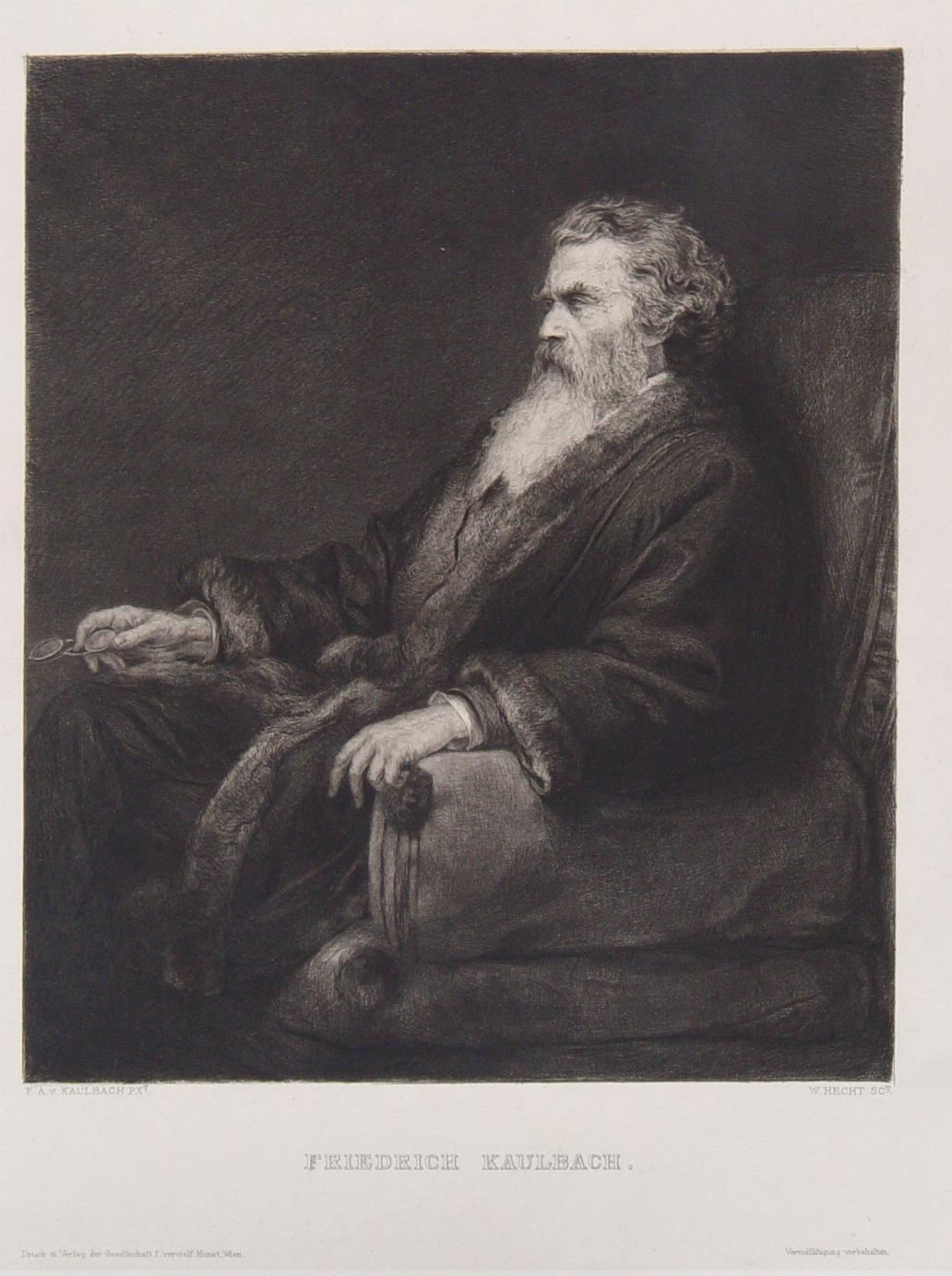
Portrait du peintre Friedrich Kaulbach, gravé d'après Friedrich August von Kaulbach (vers 1880).

Il se distingue particulièrement dans la gravure en fac-similé d'après des dessins. Une commande de la Gesellschaft für vervielfältigende Kunst de Vienne pour l'exécution de quelques gravures sur bois d'après les tableaux de la Schackgalerie de Munich l'incite à s'essayer à l'eau-forte, à laquelle il se consacre entièrement par la suite.
Il grave avec grand succès d'après Schwind, Böcklin, Lenbach, Rottmann, Schleich, van Dyck et Jan van Scorel et réalise deux eaux-fortes originales : L'empereur Guillaume et le roi Louis de Bavière en tenue de l'ordre de Saint Georg (cette dernière est d'une taille inhabituelle), et fait preuve d'une grande habileté dans l'arrangement pictural.
Wilhelm Hecht réalise des gravures sur bois, entre autres pour les Contes de l'enfance et du foyer des frères Grimm, le Faust de Goethe (d'après Alexander von Liezen-Mayer), le Lied von der Glocke de Schiller (également d'après Sándor Liezen-Mayer) et pour La Cruche cassée (d'après Adolf Menzel (de)).
Parmi ses gravures, on peut citer : d'après Murillo, Le Mangeur de melon et les garçons lançant des dés (Pinacothèque de Munich), la Vierge à l'Enfant (idem), d'après Lenbach, un portrait en buste de Moltke, un portrait de l'empereur Guillaume Ier et du roi Louis de Bavière dans l'ordre de Saint-Georges. Parmi ses excellentes réalisations en gravure sur bois moderne, nous soulignons : la reine Henrietta d'Angleterre d'après van Dyck.
Il collabore à diverses revues.